# Joseph Duquesne
Joseph Duquesne, né à Arras le 5 janvier 1874 et mort à Paris le 15 mai 1951 est un historien français du droit, spécialiste du Droit romain.

## Biographie
Né à Arras le 5 janvier 1874 au sein d’une famille nombreuse, Joseph Duquesne est nommé comme chargé de cours à l’université de Grenoble en décembre 1899. Il s'y fait connaitre pour ses compétences professionnelles et son sens de l’innovation. 
En effet, maîtrisant parfaitement l'allemand, il organise à l'usage des étudiants d’Outre-Rhin un cours de Droit romain qu'il donne lui-même dans cette langue. Le succès, patent, voit peu à peu les étudiants étrangers affluer au point d’obtenir la reconnaissance officielle de son enseignement par la plupart des universités germaniques.
Plusieurs missions en Allemagne lui sont confiées par le ministère de l’Instruction publique en 1901, 1902 et 1913. Il est, durant cette période, brillamment reçu en 1909 (deuxième) à l’agrégation de Droit romain et d’Histoire du droit.
Il est remarqué par sa grande proximité des travaux fondamentaux de Mommsen dont il traduit plusieurs ouvrages qui font ensuite référence dans le monde universitaire. Il présente aussi de nombreuses publications dans les revues de droit françaises et étrangères.
La guerre interrompt cette proximité avec l’Allemagne encore que sa bonne connaissance de la culture de l'ennemi décide de son affectation en Etat-Major en août 1914. Il est mobilisé au titre de sa spécialité d’interprète initiée lors de son service militaire en 1895. À l’issue du conflit, Duquesne quitte l’uniforme avec le grade d’officier-interprète. Ses états de service lui feront décerner en juin 1920 la croix de chevalier de la Légion d'honneur.
Compte tenu de son parcours et des appuis qu’il possède au sein du monde universitaire, Duquesne pourrait voir s’ouvrir devant lui les portes de la Faculté de Droit de Paris. Toutefois, comme le feront d’autres universitaires plus prestigieux encore (Bloch, Febvre, Baulig), il choisit en octobre 1919 de rejoindre l’université de Strasbourg que la République victorieuse tient à reconstituer avec le plus d’éclat possible.
Recteurs et doyens successifs reconnaissent la qualité des travaux de ce professeur qui devient à son tour en 1925 doyen de l’université de Droit  et dont les recherches rayonnent au-delà du cadre de la capitale strasbourgeoise. Hors la renommée de ses nombreux écrits, l’intérêt qu’il porte personnellement à la culture allemande, sinon alsacienne, et son engagement sur ce terrain lui permettent de jouer un rôle de conciliateur dans cette période d’après guerre.
En 1932, Joseph Duquesne prend la direction du centre d’Études germaniques créé en 1921 à Mayence en annexe de l’université de Strasbourg pour tirer parti de la position privilégiée de la capitale alsacienne et encourager étudiants et fonctionnaires à s’ouvrir aux réalités du voisin allemand. Revenu en Alsace en 1930 lors de l’évacuation de la Rhénanie, le CEG approfondit son rôle d'institut inter-universitaire sachant que sa direction sera reprise en 1938 par Henri Baulig.
Cette dernière année, en octobre, Duquesne qui avait des liens déjà ancien avec Paris, rejoint la Cour de Cassation au sein de laquelle, conséquence indirecte des réformes du Front populaire, vient d’être créée une nouvelle chambre consacrée aux affaires sociales, dite Chambre Sociale.
Romaniste spécialiste l’histoire du Droit qui pourrait apparaître éloigné de ces contingences modernes, Duquesne va toutefois à la Cour participer à la construction d'un nouvel environnement juridique et social. Installé sur les confins pionniers d'une Sécurité sociale, le doyen Duquesne parvient à mettre de l'ordre dans cette matière alors foisonnante, faites de lois et de textes réglementaires épars, par des arrêts dont la concision et la rigueur font l'admiration des spécialistes.
Prenant sa retraite en janvier 1944, Joseph Duquesne profite peu de cet état puisqu'en novembre de la même année, la Libération aidant, spécialiste des questions alsaciennes et surtout allemandes, il est rappelé presque aussitôt à l'activité avec d’autres magistrats pour régler l’arriéré des affaires qui se sont accumulées pendant les années de guerre.
Élevé en mars 1948 à la dignité de commandeur de la Légion d'honneur qui couronne plus de cinquante années d'exercice au service du Droit, définitivement mis à la retraite à cette date, Joseph Duquesne décède le 15 mai 1951 à Paris dans son domicile de la rue Monsieur.

## Distinctions
- Commandeur de la Légion d'honneur (1948)[4]

## Pour approfondir